# Viktor Kraševec
Viktor Kraševec, slovenski partizan, ostrostrelec, * 1904, Vrhnika pri Ložu, † 1943, Turjak.
V času druge svetovne vojne se je pridružil partizanskim vrstam, bil je ostrostrelec. Njegova predanost v boju proti fašističnemu okupatorju je opisana v knjigi Partizanski volk samotar.
Padel je v boju leta 1943.

### Pričevanja
Janez J. Švajncer povzema besede zgodovinarja in pisatelja Francija Strleta, ki je Viktorjevo pot opisoval v knjigi Partizanski volk samotar. Zanj je zapisal, da je med italijansko ofenzivo prizadejal sovražniku hujše izgube kot vsi partizani bivšega bataljona Miloša Zidanška skupaj. 
Švajncer piše: "zdaj tu in tam je iz gozda počila puška Viktorja Kraševca in vsak strel je bil zanesljiv zadetek. Nikoli se ni hvalil, koliko sovražnih oficirjev in vojakov je ubil, bilo pa jih je zelo veliko. Tisti, ki so ga videli pri streljanju, so zanj trdili, da dela čudeže. Znal je počakati, da sta italijanska vojaka stopila drug za drugega in potem z enim strelom zadel dva. Nekoč je z enim strelom zadel štiri okupatorske vojake. Pred pričami je zadel glavico žeblja in dodal, da se tako zabijajo žeblji. Veljko Kovačevič, partizanski komandant in pisec, je zapisal, da je imel Viktor Kraševec spomladi 1942 24 zadetkov z 22 naboji. Ta številka pa se je verjetno nanašala na zadete sovražnike po uradnem vstopu Viktorja Kraševca v partizane. V partizanske enote Gorskega kotarja je vstopil aprila 1942." 
Eno izmed akcij, v katero je šel skupaj z Viktorjem, je opisal tudi hrvaški partizan Andrija Bubanj, ki pravi:..."Z nama je šel tudi nek španski borec. Mi smo ga klicali Dimnikar, kar je po poklicu tudi bil. Nad postajo, kamor smo se prilazili za zaščitnim zidom - to je bilo precej visoko - sem opazil, da Italijani natovarjajo orožje, topništvo in podobno. Nekaj sem si zabeležil, potem pa sem rekel: "Zdaj se bomo umaknili, zdaj lahko gremo...""Ne," je rekel Viktor, "zdaj jih bomo napadli". Mi smo bili samo trije, Italijanov zdolaj pa več kot sto. Mi tudi nsmo vedeli, da imajo Italijani nad nami bunker in da se tam stalno zadržuje njihova močnejša patrola, ki jih je od tam ščitila. Viktor je začel streljati in streljala sva tudi midva. Med Italijani je nastala zmeda, padali so smrtno zadeti. Ko so se znašli, prišli do orožja, ki so ga poprej odložili, ker so delali, je vsak izmed nas izstrelil pet ali šest nabojev. Viktor je dol med vagone vrgel tudi dve težki bombi. Ena je vagon kar razklala. Tedaj pa se je nad nami oglasil italijanski puškomitraljez. Začel je tolči, toda na slepo, ker nas ni videl. Mi smo se nekako izvlekli. Jaz in tisti Španec sva se umikala bočno. Toda Viktorju hudič ni dal miru, povzpel se je gor in tam z njimi sam obračunal. Nenadoma sva zaslišala, kako je mitraljez utihnil. Ko je Viktor prišel do naju, sem se hudoval nanj, češ čemu nosi glavo na prodaj. "Kaj bi govoril!", je odvrnil Viktor. "Zdaj gremo lahko nazaj, tistih zgoraj ni več." Se pravi, da je vse pokončal. To se je zgodilo nekako proti koncu aprila. Bil je še sneg. Torej tisti Španec, ki smo ga klicali Dimnikar, je bil hraber, ampak niti pol tako kakor Viktor...".